# Manrico Ducceschi
Manrico Ducceschi, genannt Pippo, (* 11. September 1920 in Capua (Caserta); † 24. August 1948) war ein italienischer Partisanenführer.

## Leben
Manrico Ducceschi wuchs in Pistoia auf. Er begann an der Universität Florenz Literatur und Philosophie studieren, musste das Studium wegen seiner Einberufung zum Militär jedoch unterbrechen. Als nach den Ereignissen des 8. September 1943 die italienische Armee aufgelöst wurde, kehrte er aus Tarquinia nach Hause zurück.
Mit seiner militärischen Erfahrung kam er schnell in Kontakt mit der Gruppe „Giustizia e Libertà“ („Gerechtigkeit und Freiheit“) in Florenz. Er nahm die Gelegenheit wahr, eine Gruppe von Patrioten um sich zu sammeln mit dem Ziel, die deutsche Besatzungsarmee in Italien zu bekämpfen.
Dank seiner hoch angesehenen Fähigkeiten und Erfahrung als Kommandeur gewann er sehr viele kampfbereite junge Leute, so dass es ihm möglich war, eine kampfbereite patriotische Truppe in Italien aufzubauen. Die 11. Militärische Patriotische Zone eine der wenigen Partisanengruppen, die keine militärische Niederlage erlitt.
Wegen seiner Partisanentätigkeit stand er auf der Liste der von den Deutschen Verfolgten, und zwar nicht nur er selbst, sondern alle seine Verwandten. Sie waren daher gezwungen, sich für die Zeit des Krieges zu verstecken, so mussten sich seine Mutter und seine Schwester einmal in einem Leichenwagen verbergen.
Manrico „Pippo“ war einer der wenigen, die es bis nach Mailand schafften. Er wurde von den USA mit dem Bronze Star ausgezeichnet, der ihm im Gebäude Santini in Lucca verliehen wurde. Trotz all seiner unbestrittenen Verdienste bekam er keine Anerkennung von den jeweils regierenden politischen Parteien. Sogar das Versprechen, ihm nachträglich ein Denkmal in Pistoia zu widmen, wurde bisher nicht erfüllt. Sein Leichnam wurde dorthin von Lucca aus, wo er gestorben war, überführt und dort beigesetzt.
Am 24. August 1948 musste Pippo nach Rom, um über einige Partisanengruppen zu berichten. Nach seiner Rückkehr nach Hause fand ihn sein Vater, der sich um seinen Sohn Sorgen machte, mit dessen eigenem Hosengürtel erhängt. Damit begann das Rätsel um seinen Tod.
Viele Mutmaßungen wurden anschließend angestellt, aber auch wenn die offizielle Version immer noch von Selbstmord ausgeht, existieren viele Zweifel an dieser Version.